# Radioheads diskografi
Radiohead är ett brittiskt alternativt rockband, bildat i Abingdon, Oxfordshire av medlemmarna Thom Yorke (sång, kompgitarr, piano, elektroniska instrument), Jonny Greenwood (leadgitarr och andra instrument), Ed O'Brien (gitarr och bakgrundssång), Colin Greenwood (elbas och synthesisers) och Phil Selway (trummor och percussion). Bandet hette först On a Friday, men när de senare skrev kontrakt med EMI döpte medlemmarna om det till Radiohead.
Radiohead släppte sitt debutstudioalbum Pablo Honey i februari 1993. Albumet listades som högst som nummer 22 i Storbritannien, och erhöll platinacertifikat från British Phonographic Industry (BPI) och Recording Industry Association of America (RIAA). Albumet innehöll bandets debutsingel "Creep", som blev bandets med framgångsrika singel och gick upp som top 10-hit i flera länder. Radioheads andra studioalbum, The Bends, släpptes i mars 1995. Det listades som högt som nummer 4 i Storbritannien och certifierades som platina tre gånger av BPI.
OK Computer, Radioheads tredje studioalbum, släpptes i juni 1997. Det blev deras mest framgångsrika album och gick upp på förstaplatsen på de brittiska och irländska albumlistorna samt nådde en top 10-placering i flera andra länder. OK Computer erhöll även det trippel platina och innehöll hitsen "Paranoid Android", "Karma Police" och "No Surprises", som alla gick upp på en top 10-placering på den brittiska singellistan.
Studioalbumet Kid A följde i oktober 2000. Albumet toppade listorna i Storbritannien och blev bandets första album att ta sig upp på en förstaplacering på den amerikanska Billboard 200-listan. Amnesiac, Radioheads femte studioalbum, släpptes i juni 2001 och innehöll tre singlar, inklusive hitsinglarna "Pyramid Song" och "Knives Out". Hail to the Thief släpptes i juni 2003, vilket var slutet på gruppens kontrakt med EMI. Det blev bandets fjärde raka album att listas som nummer ett i Storbritannien och tilldelades ett platinacertifikat från BPI.
Radiohead släppte sitt sjunde studioalbum In Rainbows i oktober 2007 som digital nedladdning, där köparna själva kunde bestämma priset; en fysisk utgivning av albumet kom dock något senare. Albumet blev en succé, både hos kritiker och på topplistorna, och sålde i mer än tre miljoner kopior under det första året efter utgivningen. Fyra singlar släpptes från In Rainbows, inklusive "Nude" - bandets första top 40-hit på den amerikanska Billboard Hot 100-listan sedan "Creep". Radiohead gav själva ut sitt åttonde studioalbum The King of Limbs i februari 2011. Det listades som högst som nummer sju i Storbritannien, vilket avslutade bandets rad av nummer ett-album i landet. I maj 2016 gav Radiohead, också denna gång på egen hand, ut sitt nionde studioalbum A Moon Shaped Pool. Albumet följdes av singlarna "Burn the Witch" och "Daydreaming".

## Album

### Studioalbum
| 1993                                                  | Pablo Honey - Släppt: 22 februari 1993 (Storbritannien) - Skivbolag: EMI - Format: CD, CS, LP            | 22 | 86 | 28 | 42 | 108 | —  | —  | 61 | 32 | - Storbritannien: 2× platina - Australien: Guld - Belgien: Platina - Kanada: 2× platina - USA: Platina                               |
| 1995                                                  | The Bends - Släppt: 13 mars 1995 (Storbritannien) - Skivbolag: EMI - Format: CD, CS, LP, MD              | 4  | 23 | 8  | 21 | 35  | 73 | 35 | 20 | 88 | - Storbritannien: 4× platina - Kanada: 3× platina - USA: Platina                                                                     |
| 1997                                                  | OK Computer - Släppt: 16 juni 1997 (Storbritannien) - Skivbolag: EMI - Format: CD, CS, LP, MD            | 1  | 7  | 1  | 2  | 3   | 27 | 26 | 2  | 21 | - Storbritannien: 5× platina - Australien: Platina - Belgien: 3× platina - Kanada: 3× platina - USA: 2× platina - Frankrike: 2× guld |
| 2000                                                  | Kid A - Släppt: 2 oktober 2000 (Storbritannien) - Skivbolag: EMI - Format: CD, CS, LP, MD                | 1  | 2  | 3  | 1  | 1   | 4  | 1  | 4  | 1  | - Storbritannien: Platina - Australien: Platina - Kanada: Platina - USA: Platina - Frankrike: Platina                                |
| 2001                                                  | Amnesiac - Släppt: 4 juni 2001 (Storbritannien) - Skivbolag: EMI - Format: CD, CS, LP                    | 1  | 2  | 3  | 1  | 2   | 2  | 1  | 3  | 2  | - Storbritannien: Platina - Australien: Guld - Kanada: Platina - USA: Guld - Frankrike: Guld                                         |
| 2003                                                  | Hail to the Thief - Släppt: 9 juni 2003 (Storbritannien) - Skivbolag: EMI - Format: CD, CS, LP           | 1  | 2  | 1  | 1  | 1   | 3  | 1  | 4  | 3  | - Storbritannien: Platina - Australien: Guld - Belgien: Guld - Kanada: Platina - USA: Guld - Frankrike: Guld                         |
| 2007                                                  | In Rainbows - Släppt: 10 oktober 2007 (globalt) - Skivbolag: Xurbia Xendless, XL - Format: CD, LP, DL    | 1  | 2  | 2  | 1  | 1   | 8  | 1  | 7  | 1  | - Storbritannien: Guld - Belgien: Guld - Kanada: Platina - USA: Guld                                                                 |
| 2011                                                  | The King of Limbs - Släppt: 18 februari 2011 (globalt) - Skivbolag: Ticker Tape, XL - Format: CD, LP, DL | 7  | 2  | 7  | 5  | 8   | 13 | 7  | 3  | 3  | - Storbritannien: Guld - Kanada: Guld                                                                                                |
| 2016                                                  | A Moon Shaped Pool - Släppt: 8 maj 2016 (globalt) - Skivbolag: XL - Format: CD, LP, DL                   | 1  | 2  | 2  | 2  | 5   | 3  | 1  | 2  | 3  | - Storbritannien: Guld - Kanada: Guld - Frankrike: Guld - Australien: Guld                                                           |
| "—" betecknar att albumet inte tog sig upp på listan. | |    |    |    |    |     |    |    |    |    | |

### Livealbum
| År   | Albuminformation | Högsta listplaceringar | Högsta listplaceringar | Högsta listplaceringar | Högsta listplaceringar | Högsta listplaceringar | Högsta listplaceringar | Högsta listplaceringar | Högsta listplaceringar | Högsta listplaceringar | Certifikat               |
| År   | Albuminformation | UK                     | AUS                    | BEL                    | FRA                    | TYS                    | IRL                    | NL                     | NOR                    | USA                    | Certifikat               |
| ---- | --- | ---------------------- | ---------------------- | ---------------------- | ---------------------- | ---------------------- | ---------------------- | ---------------------- | ---------------------- | ---------------------- | ------------------------ |
| 2001 | I Might Be Wrong: Live Recordings - Släppt: 12 november 2001 (Storbritannien) - Skivbolag: EMI - Format: CD, CS, LP | 23                     | 30                     | 38                     | 14                     | 76                     | 22                     | 94                     | 19                     | 44                     | - Storbritannien: Silver |

### Samlingsalbum
| 2007                                                  | Radiohead Box Set - Släppt: 10 december 2007 (Storbritannien) - Skivbolag: EMI - Format: CD, DL, USB       | — | —  | — | 95 | 162 | —  | — | — | —  |                                                                               |
| 2008                                                  | Radiohead: The Best Of - Släppt: 1 juni 2008 (Storbritannien) - Skivbolag: Parlophone - Format: CD, LP, DL | 4 | 10 | 1 | 10 | 39  | 38 | 1 | 9 | 26 | - Storbritannien: Platina - Belgien: Guld - Irland: Platina - Frankrike: Guld |
| "—" betecknar att albumet inte tog sig upp på listan. | |   |    |   |    |     |    |   |   |    |                                                                               |

### Remixalbum
| År   | Albuminformation                                                                                   | Högsta listplaceringar | Högsta listplaceringar | Högsta listplaceringar | Högsta listplaceringar | Högsta listplaceringar | Högsta listplaceringar | Högsta listplaceringar | Högsta listplaceringar |
| År   | Albuminformation                                                                                   | UK                     | BEL                    | FRA                    | IRL                    | JAP                    | NL                     | SCH                    | USA                    |
| ---- | -------------------------------------------------------------------------------------------------- | ---------------------- | ---------------------- | ---------------------- | ---------------------- | ---------------------- | ---------------------- | ---------------------- | ---------------------- |
| 2011 | TKOL RMX 1234567 - Släppt: 16 september 2011 (Japan) - Skivbolag: Ticker Tape, XL - Format: CD, DL | 34                     | 43                     | 79                     | 48                     | 48                     | 74                     | 95                     | 50                     |

## EP-skivor
| 1992                                                  | Drill - Släppt: 5 maj 1992 (Storbritannien) - Skivbolag: Parlophone - Format: CD, CS, 12"                  | 101 | —  | —  | —   | —  | —   | —  | —  | —  |                        |
| 1994                                                  | Itch - Släppt: 1 juni 1994 (Japan) - Skivbolag: EMI - Format: CD                                           | —   | —  | —  | —   | —  | —   | —  | —  | —  |                        |
| 1994                                                  | My Iron Lung - Släppt: 24 oktober 1994 (Storbritannien) - Skivbolag: EMI - Format: CD, 12"                 | 24  | —  | —  | —   | 39 | 209 | —  | —  | —  | - Storbritannien: Guld |
| 1997                                                  | No Surprises / Running from Demons - Släppt: 10 december 1997 (Japan) - Skivbolag: Parlophone - Format: CD | —   | —  | —  | —   | —  | —   | —  | —  | —  |                        |
| 1998                                                  | Airbag / How Am I Driving? - Släppt: 21 april 1998 (Storbritannien) - Skivbolag: EMI - Format: CD          | —   | —  | 91 | 159 | —  | —   | —  | —  | 56 |                        |
| 2004                                                  | COM LAG (2plus2isfive) - Släppt: 24 mars 2004 (Japan) - Skivbolag: EMI - Format: CD                        | 37  | 75 | 45 | 59  | 66 | 25  | 62 | 19 | —  |                        |
| "—" betecknar att albumet inte tog sig upp på listan. | |     |    |    |     |    |     |    |    |    |                        |

## Singelskivor

### Singlar
| År                                                    | Titel                              | Högsta listplaceringar | Högsta listplaceringar | Högsta listplaceringar | Högsta listplaceringar | Högsta listplaceringar | Högsta listplaceringar | Högsta listplaceringar | Högsta listplaceringar | Högsta listplaceringar | Högsta listplaceringar | Certifikat               | Album              |
| År                                                    | Titel                              | UK                     | AUS                    | BEL                    | KAN                    | FRA                    | IRL                    | NL                     | NOR                    | USA                    | USA Alt.               | Certifikat               | Album              |
| ----------------------------------------------------- | ---------------------------------- | ---------------------- | ---------------------- | ---------------------- | ---------------------- | ---------------------- | ---------------------- | ---------------------- | ---------------------- | ---------------------- | ---------------------- | ------------------------ | ------------------ |
| 1992                                                  | "Creep"                            | 7                      | 6                      | 8                      | 30                     | 17                     | 13                     | 13                     | 3                      | 34                     | 2                      | - Storbritannien: Silver | Pablo Honey        |
| 1993                                                  | "Anyone Can Play Guitar"           | 32                     | 97                     | —                      | —                      | —                      | —                      | —                      | —                      | —                      | —                      |                          | Pablo Honey        |
| 1993                                                  | "Pop Is Dead"                      | 42                     | —                      | —                      | —                      | —                      | —                      | —                      | —                      | —                      | —                      |                          | Inget album        |
| 1993                                                  | "Stop Whispering"                  | —                      | —                      | —                      | —                      | —                      | —                      | —                      | —                      | —                      | 23                     |                          | Pablo Honey        |
| 1994                                                  | "My Iron Lung"                     | 24                     | 100                    | —                      | —                      | —                      | —                      | —                      | —                      | —                      | —                      |                          | The Bends          |
| 1995                                                  | "High and Dry" / "Planet Telex"    | 17                     | 62                     | —                      | 31                     | —                      | 40                     | —                      | —                      | 78                     | 18                     |                          | The Bends          |
| 1995                                                  | "Fake Plastic Trees"               | 20                     | —                      | —                      | —                      | —                      | —                      | —                      | —                      | 65                     | 11                     |                          | The Bends          |
| 1995                                                  | "Just"                             | 19                     | —                      | —                      | —                      | —                      | —                      | —                      | —                      | —                      | 37                     |                          | The Bends          |
| 1996                                                  | "Street Spirit (Fade Out)"         | 5                      | —                      | —                      | 59                     | —                      | 47                     | 26                     | —                      | —                      | —                      |                          | The Bends          |
| 1996                                                  | "The Bends"                        | —                      | —                      | —                      | —                      | —                      | 26                     | —                      | —                      | —                      | —                      |                          | The Bends          |
| 1997                                                  | "Paranoid Android"                 | 3                      | 29                     | 65                     | —                      | —                      | 4                      | 61                     | —                      | —                      | —                      | - Storbritannien: Silver | OK Computer        |
| 1997                                                  | "Karma Police"                     | 8                      | 71                     | 35                     | —                      | 153                    | 15                     | 50                     | —                      | 69                     | 14                     |                          | OK Computer        |
| 1997                                                  | "Lucky"                            | 51                     | —                      | —                      | —                      | —                      | —                      | —                      | —                      | —                      | —                      |                          | OK Computer        |
| 1998                                                  | "No Surprises"                     | 4                      | 47                     | 63                     | —                      | 66                     | 13                     | 58                     | —                      | —                      | —                      |                          | OK Computer        |
| 2001                                                  | "Pyramid Song"                     | 5                      | 25                     | 62                     | 2                      | 19                     | 10                     | 23                     | 3                      | —                      | —                      |                          | Amnesiac           |
| 2001                                                  | "I Might Be Wrong"                 | —                      | —                      | —                      | —                      | —                      | —                      | —                      | —                      | —                      | 27                     |                          | Amnesiac           |
| 2001                                                  | "Knives Out"                       | 13                     | 56                     | —                      | 1                      | 46                     | 25                     | 63                     | —                      | —                      | —                      |                          | Amnesiac           |
| 2003                                                  | "There There"                      | 4                      | 28                     | 39                     | 1                      | 54                     | 7                      | 48                     | 8                      | —                      | 14                     |                          | Hail to the Thief  |
| 2003                                                  | "Go to Sleep"                      | 12                     | 39                     | 60                     | 2                      | 87                     | 11                     | 55                     | —                      | —                      | 32                     |                          | Hail to the Thief  |
| 2003                                                  | "2 + 2 = 5"                        | 15                     | 54                     | —                      | 2                      | 64                     | 36                     | 99                     | —                      | —                      | —                      |                          | Hail to the Thief  |
| 2008                                                  | "Jigsaw Falling into Place"        | 30                     | —                      | 62                     | —                      | 55                     | 32                     | —                      | —                      | —                      | —                      |                          | In Rainbows        |
| 2008                                                  | "Nude"                             | 21                     | —                      | 12                     | 8                      | 76                     | 18                     | 8                      | 4                      | 37                     | —                      |                          | In Rainbows        |
| 2008                                                  | "House of Cards" / "Bodysnatchers" | —                      | —                      | —                      | —                      | —                      | —                      | —                      | —                      | —                      | 8                      |                          | In Rainbows        |
| 2008                                                  | "Reckoner"                         | 74                     | —                      | —                      | —                      | —                      | —                      | —                      | —                      | 121                    | —                      |                          | In Rainbows        |
| 2009                                                  | "All I Need"                       | —                      | —                      | —                      | —                      | —                      | —                      | —                      | —                      | —                      | —                      |                          | In Rainbows        |
| 2009                                                  | "Harry Patch (In Memory Of)"       | —                      | —                      | —                      | —                      | —                      | —                      | —                      | —                      | —                      | —                      |                          | Inget album        |
| 2009                                                  | "These Are My Twisted Words"       | —                      | —                      | —                      | —                      | —                      | —                      | —                      | —                      | —                      | —                      |                          | Inget album        |
| 2011                                                  | "Supercollider" / "The Butcher"    | —                      | —                      | —                      | —                      | —                      | —                      | —                      | —                      | —                      | —                      |                          | Inget album        |
| 2011                                                  | "Lotus Flower"                     | 165                    | —                      | 66                     | —                      | —                      | —                      | —                      | —                      | —                      | 33                     |                          | The King of Limbs  |
| 2011                                                  | "The Daily Mail" / "Staircase"     | 71                     | —                      | —                      | —                      | —                      | —                      | —                      | —                      | —                      | —                      |                          | Inget album        |
| 2015                                                  | "Spectre"                          | —                      | —                      | —                      | —                      | —                      | —                      | —                      | —                      | —                      | —                      |                          | Inget album        |
| 2016                                                  | "Burn the Witch"                   | 64                     | 63                     | 69                     | 83                     | —                      | 51                     | 51                     | —                      | —                      | 29                     |                          | A Moon Shaped Pool |
| 2016                                                  | "Daydreaming"                      | 74                     | 73                     | 98                     | —                      | —                      | 28                     | 84                     | —                      | —                      | —                      |                          | A Moon Shaped Pool |
| "—" betecknar att singeln inte tog sig upp på listan. |                                    |                        |                        |                        |                        |                        |                        |                        |                        |                        |                        |                          |                    |

### Andra listade låtar
| 1997                                                | "Let Down"        | —   | 29 | —  | OK Computer        |
| 2000                                                | "Optimistic"      | —   | 10 | —  | Kid A              |
| 2016                                                | "True Love Waits" | 181 | —  | 43 | A Moon Shaped Pool |
| "—" betecknar att låten inte tog sig upp på listan. |                   |     |    |    |                    |

## Videoalbum
| År                                                    | Albuminformation | Högsta listplaceringar | Högsta listplaceringar | Högsta listplaceringar | Certifikat                            |
| År                                                    | Albuminformation | UK Video               | JAP                    | USA Video              | Certifikat                            |
| ----------------------------------------------------- | --- | ---------------------- | ---------------------- | ---------------------- | ------------------------------------- |
| 1995                                                  | Live at the Astoria - Släppt: 13 februari 1995 (Storbritannien) - Skivbolag: Parlophone, EMI - Format: VHS                               | —                      | 161                    | 9                      | - Storbritannien: Guld                |
| 1998                                                  | 7 Television Commercials - Släppt: 4 maj 1998 (Storbritannien) - Skivbolag: Parlophone, EMI - Format: VHS                                | —                      | —                      | 14                     | - Storbritannien: Platina - USA: Guld |
| 1998                                                  | Meeting People Is Easy - Släppt: 30 november 1998 (Storbritannien) - Skivbolag: Parlophone, EMI - Format: DVD, VHS                       | —                      | 261                    | 2                      | - Storbritannien: Guld - USA: Platina |
| 2004                                                  | The Most Gigantic Lying Mouth of All Time - Släppt: 1 december 2004 (Storbritannien) - Skivbolag: W.A.S.T.E. - Format: DVD               | —                      | —                      | —                      |                                       |
| 2008                                                  | Radiohead: The Best Of - Släppt: 23 juni 2008 (Storbritannien) - Skivbolag: Parlophone - Format: DVD                                     | —                      | —                      | —                      |                                       |
| 2008                                                  | In Rainbows – From the Basement - Släppt: 24 juni 2008 (Storbritannien) - Skivbolag: Xurbia Xendless - Format: DL                        | —                      | —                      | —                      |                                       |
| 2010                                                  | Live in Praha - Släppt: 23 augusti 2010 (globalt) - Format: BD, DVD, DL                                                                  | —                      | —                      | —                      |                                       |
| 2010                                                  | Radiohead for Haiti - Släppt: 24 december 2010 (globalt) - Format: DVD, DL                                                               | —                      | —                      | —                      |                                       |
| 2011                                                  | The King of Limbs: Live from the Basement - Släppt: 19 december 2011 (Storbritannien) - Skivbolag: Ticker Tape, XL - Format: BD, DVD, DL | 10                     | 74                     | —                      |                                       |
| "—" betecknar att albumet inte tog sig upp på listan. | |                        |                        |                        |                                       |

## Musikvideor
| År   | Titel                                | Regissör(er)                         |
| ---- | ------------------------------------ | ------------------------------------ |
| 1993 | "Creep"                              | Brett Turnbull                       |
| 1993 | "Anyone Can Play Guitar"             | Dwight Clarke                        |
| 1993 | "Pop Is Dead"                        | Dwight Clarke                        |
| 1993 | "Creep" (live på MTV Beach House)    | Corrine Day                          |
| 1993 | "Stop Whispering"                    | Jeffrey Plansker                     |
| 1994 | "My Iron Lung"                       | Brett Turnbull                       |
| 1995 | "High and Dry" (version 1)           | David Mould                          |
| 1995 | "Fake Plastic Trees"                 | Jake Scott                           |
| 1995 | "Just"                               | Jamie Thraves                        |
| 1995 | "Lucky"                              | i.u.                                 |
| 1996 | "High and Dry" (version 2)           | Paul Cunningham                      |
| 1996 | "Street Spirit (Fade Out)"           | Jonathan Glazer                      |
| 1997 | "Paranoid Android"                   | Magnus Carlsson                      |
| 1997 | "Let Down"                           | Simon Hilton                         |
| 1997 | "Karma Police"                       | Jonathan Glazer                      |
| 1998 | "No Surprises"                       | Grant Gee                            |
| 1999 | "Palo Alto"                          | Grant Gee                            |
| 2000 | Kid A promotional blips              | Chris Bran, Shynola, Stanley Donwood |
| 2000 | "Idioteque" (version 1)              | Chris Bran                           |
| 2000 | "Idioteque" (version 2)              | Grant Gee                            |
| 2001 | "Motion Picture Soundtrack"          | Stanley Donwood, Shynola             |
| 2001 | "Pyramid Song"                       | Shynola                              |
| 2001 | "Knives Out"                         | Michel Gondry                        |
| 2001 | "I Might Be Wrong" (version 1)       | Chris Bran                           |
| 2001 | "I Might Be Wrong" (version 2)       | Sophie Muller                        |
| 2001 | "How to Disappear Completely" (live) | i.u.                                 |
| 2002 | "Pulk/Pull Revolving Doors"          | Johnny Hardstaff                     |
| 2002 | "Like Spinning Plates"               | Johnny Hardstaff                     |
| 2003 | "There There"                        | Chris Hopewell                       |
| 2003 | "Go to Sleep"                        | Alex Rutterford                      |
| 2003 | "Sit Down, Stand Up"                 | Ed Holdsworth                        |
| 2003 | "2 + 2 = 5" (live)                   | Fabien Raymond                       |
| 2007 | "Jigsaw Falling into Place"          | Adam Buxton                          |
| 2008 | "Nude"                               | Adam Buxton                          |
| 2008 | "All I Need"                         | John Seale, Steve Rogers             |
| 2008 | "House of Cards"                     | James Frost                          |
| 2008 | "Reckoner"                           | Clement Picon                        |
| 2008 | "Weird Fishes/Arpeggi"               | Tobias Stretch                       |
| 2008 | "Videotape"                          | Wolfgang Jaiser, Claus Winter        |
| 2008 | "15 Step"                            | Kota Totori                          |
| 2011 | "Lotus Flower"                       | Garth Jennings                       |
| 2016 | "Burn the Witch"                     | Chris Hopewell                       |
| 2016 | "Daydreaming"                        | Paul Thomas Anderson                 |

## Demoutgivningar
- Obetitlat (1986) (som On a Friday) (inspelat i musikrummet vid Abington School)[114]
- Obetitlat (1988) (som On a Friday) (inspelat vid Woodworm Studios)[114]
- Obetitlat (1990) (som Shindig) (inspelat vid Clifton Hampden Village Hall, Nuneham Courtenay Village Hall, och på home 4-track)[114]
- Obetitlat (1991) (som On a Friday) (inspelat vid Dungeon Studios)[114]
- First Tapes (aka Manic Hedgehog) (1991) (som On a Friday) (inspelat vid Courtyard Studios)[114]